# Marcus von Stetten
Marcus von Stetten (* wohl 1775, getauft am 29. Februar 1776 in Augsburg; † 16. Mai 1826) war ein Beamter des Königreich Bayern und von 1805 bis 1823 Polizeipräsident von München.

## Leben
Von Stetten war der Sohn von Euphrosine Elisabeth Magdalene von Stetten (* 1736; † 1829) und Paul von Stetten.
Sein Bruder war Christoph David von Stetten (* 1774; 1845).
Am 12. April 1803 heiratete er in Ulm Euphrosine Katharina von Schad (* 1786 in Mittelbiberach; † 1836). Am 19. Mai 1794 wurde er an der Universität Leipzig und am 21. Oktober 1795 an der Georg-August-Universität Göttingen immatrikuliert. Ab 1803 wohnte er in Ulm, wo er 1804 Polizeidirektor war. Ab 1805 leitete er in München die Polizeibehörde und erstattete Maximilian von Montgelas täglich Rapport. Das Interesse galt Personen, Publikationen, Ereignissen, Gesprächen, Stimmungen, worüber er gestützt auf Polizeispitzel berichtete.

## Alimentation
1815 wollte das Generalkommissariat des Oberdonaukreis von Stetten 675 Gulden zurückerstattet haben, die dieser zu viel erhalten habe. Stetten nahm zu dieser Forderung in einem Bittgesuch vom 18. Januar 1820 an Maximilian I. Joseph Stellung: Als im Herbst 1805 Ulm von französischen Truppen eingeschlossen war, wurde, um beim bevorstehenden Fall der Stadt keine vollen Kassen aushändigen zu müssen, das Gehalt der Beamten für fünf Monate im Voraus ausgezahlt. Obwohl er zu diesem Zeitpunkt bereits zum Polizey-Direktor in München ernannt worden war, erhielt er den Vorschuss. Als Ulm kapitulierte, verabschiedete sich von Stetten vom Generalkommissar Philipp von Arco legte den angemahnten Betrag auf den Tisch, als plötzlich die Tür aufgesprungen sei und der französische Stadtkommandant den Raum betrat. Graf Arco sei nicht mehr dazu gekommen, von Stetten, welcher sich zurückzog eine Quittung auszustellen. Was weiter mit dem Geld geschah entzöge sich seiner Kenntnis zumal Graf Arco in der folgenden Nacht gestorben sei. In München erhielt von Stetten ein Jahresgehalt von 3000 Gulden.
Ab 1810 bemühte sich von Stetten erfolglos um Versetzung von seinem Amt als Polizeidirektor in München.
Ab 1819 wohnte er in seinem Haus in der Residenzstraße 47, das er im Januar 1821 für 28000 Gulden erwarb. Dem Appellationsgerichtspräsidenten Karl Christian von Mann (* 9. Dezember 1773 in Sulzbach-Rosenberg; † 22. März 1837) gehörten drei Grundstücksparzellen mit zwei Häusern (Nr. 1348) westlich des sogenannten Chédevillehauses an der Stelle der heutigen Brienner Straße 4/Ecke Wittelsbacherplatz. Am 15. Februar 1817 nahm die Baukommission Ankaufverhandlungen mit Mann auf. Nach zähen Verhandlungen verkaufte Mann für 44.723 Gulden. 1823 beantragte von Stetten zum Unterhalt die Zahlung von 36.000 Gulden in drei Raten und die Abtretung des von Mannschen Grundes. Am 3. Juni 1823 teilte die Hofbauintendanz dem Staatsministerium der Finanzen mit, dass von Stetten auch Ansprüche auf den Bauplatz Ecke Königinstraße/Fürstenstraße (heute Wittelsbacherplatz 6) erhoben habe. Der Bauplatz war an Étienne Mejan verkauft worden, 1823–1824 errichtete dort Leo von Klenze das Palais Mejean. Am 11. Juni 1823 wurde Marcus von Stetten eine Entschädigung von 2.442 Gulden zuerkannt. Am 25. September 1823 wurde er aus gesundheitlichen Gründen in den Ruhestand versetzt.
Er starb 1826 an einem organischen Fehler des Herzens.